# Apanthura bruscai
Apanthura bruscai là một loài chân đều trong họ Anthuridae. Loài này được Müller miêu tả khoa học năm 1992.